# همفري لويد
همفري لويد (بالإنجليزية: Humphrey Lloyd)‏ (و. 1800 – 1881 م) هو فيزيائي، ومهندس من المملكة المتحدة . ولد في دبلن . وكان عضواً في الجمعية الملكية .
توفي في دبلن ، عن عمر يناهز 81 عاماً.

## التعليم
تعلم في كلية الثالوث (دبلن)

## جوائز
حصل على جوائز منها:
- زمالة الجمعية الملكية
- وسام الاستحقاق للفنون والعلوم
- وسام الاستحقاق (بروسيا).

## روابط خارجية
- همفري لويد على موقع الموسوعة البريطانية (الإنجليزية)